# Elenco de Salve Jorge
Esta é uma lista do elenco de Salve Jorge, telenovela brasileira produzida e exibida pela Rede Globo de 22 de outubro de 2012 a 18 de maio de 2013, em 179 capítulos, substituindo Avenida Brasil. Escrita por Gloria Perez com pesquisa de Malga Di Paula e outras e dirigida por Fred Mayrink e Marcos Schechtman, é a 4ª "novela das nove" exibida pela emissora. A novela fala sobre a fé e assuntos como tráfico de pessoas, tendo como ambiente o Morro do Alemão no Rio de Janeiro e a Capadócia na Turquia, onde São Jorge nasceu.
Conta com as participações de Nanda Costa, Rodrigo Lombardi, Giovanna Antonelli, Carolina Dieckmmann, Dira Paes, Alexandre Nero, Flávia Alessandra, Adriano Garib, Cláudia Raia e Totia Meirelles entre os papeis principais.

## Elenco
| Ator/Atriz               | Personagem                                                                                              |
| ------------------------ | --- |
| Nanda Costa              | Morena Ribeiro                                                                                          |
| Rodrigo Lombardi         | Capitão Théo Garcia                                                                                     |
| Giovanna Antonelli       | Delegada Heloísa Correia Sampaio (Helô)                                                                 |
| Cláudia Raia             | Lívia Poggi Marini                                                                                      |
| Totia Meireles           | Wanda Rodrigues / Adalgisa Araújo / Adalgisa Marques / Djaníra Campos da Silva / Ivana de Sousa / Marta |
| Carolina Dieckmmann      | Jéssica Lima da Costa                                                                                   |
| Dira Paes                | Lucimar Ribeiro                                                                                         |
| Adriano Garib            | Alejandro Martinis Pavlova (Russo)                                                                      |
| Alexandre Nero           | Dr. Stênio Alencar                                                                                      |
| Paloma Bernardi          | Rosângela Oliveira                                                                                      |
| Flávia Alessandra        | Tenente Érica Castro                                                                                    |
| Laryssa Dias             | Waleska Santos                                                                                          |
| Vera Fischer             | Irina Drummond / Simone                                                                                 |
| Zezé Polessa             | Berna Ayata                                                                                             |
| Antônio Calloni          | Mustafá Ayata                                                                                           |
| Dani Moreno              | Aisha Ayata / Regina Aparecida de Souza                                                                 |
| Solange Badim            | Delzuíte Aparecida de Souza                                                                             |
| Murilo Rosa              | Capitão Élcio Azevedo                                                                                   |
| Thammy Miranda           | Joyce Guimarães (Jô) / Silmara de Sousa (Lohana)                                                        |
| Domingos Montagner       | Zyah Khalid                                                                                             |
| Tânia Khalill            | Ayla Budak                                                                                              |
| Cleo                     | Bianca Faber                                                                                            |
| Letícia Spiller          | Antônia Alcântara Vieira                                                                                |
| Dalton Vigh              | Carlos Flores Galvão                                                                                    |
| Caco Ciocler             | Celso Vieira                                                                                            |
| Lizandra Souto           | Amanda Flores Galvão                                                                                    |
| Alexandre Barros         | Ricardo Motta                                                                                           |
| Marcello Airoldi         | Humberto Barros (Barros)                                                                                |
| Otaviano Costa           | Haroldo Quadros                                                                                         |
| Suzana Faini             | Áurea Garcia                                                                                            |
| Roberta Rodrigues        | Maria Vanúbia                                                                                           |
| Bruna Marquezine         | Lourdes Maria Aparecida de Souza (Lurdinha)                                                             |
| Nando Cunha              | José Tobias Mendonça (Pescoço)                                                                          |
| Lucy Ramos               | Sheila Laurindo                                                                                         |
| Paula Pereira            | Nilcéia Ribeiro                                                                                         |
| Odilon Wagner            | Thompson                                                                                                |
| Tiago Abravanel          | Demir Khalid                                                                                            |
| Luci Pereira             | Creusa Macedo Matos                                                                                     |
| Mariana Rios             | Adriana Sampaio Alencar (Drika)                                                                         |
| Ivan Mendes              | Pedro Paulo Garcês Filho (Pepeu)                                                                        |
| Nicette Bruno            | Leonor Flores Galvão                                                                                    |
| Natália do Valle         | Aída Flores Galvão                                                                                      |
| Ana Beatriz Nogueira     | Rachel Flores Galvão                                                                                    |
| Fernanda Paes Leme       | Tenente Márcia Laranjeira                                                                               |
| Yanna Lavigne            | Tamar Lanon                                                                                             |
| Betty Gofman             | Sarila Lanon                                                                                            |
| Nívea Maria              | Isaura Vieira (Isaurinha)                                                                               |
| Stênio Garcia            | Arturo Vieira                                                                                           |
| Cris Vianna              | Júlia Albuquerque (Julinha)                                                                             |
| Sidney Sampaio           | Tenente Ciro                                                                                            |
| Duda Ribeiro             | Adam |
| Neusa Borges             | Divinéia Feliciano da Silva (Diva)                                                                      |
| Walter Breda             | Clóvis da Silva                                                                                         |
| Oscar Magrini            | Coronel Geraldo Nunes (Nunes)                                                                           |
| Cissa Guimarães          | Maitê Bittencourt                                                                                       |
| Aimée Madureira          | Rayanne                                                                                                 |
| Karina Ferrari           | Samantha Aparecida de Souza                                                                             |
| Duda Nagle               | Caíque Pereira Flores Galvão                                                                            |
| Leonardo Carvalho        | Tenente Drago                                                                                           |
| Elizângela               | Esma Khalid                                                                                             |
| Ernani Moraes            | Kemal Khalid                                                                                            |
| Jandira Martini          | Farid Khalid (Vó Farid)                                                                                 |
| Monique Curi             | Helena (Lena)                                                                                           |
| Júlia Mendes             | Zoe Kelebek                                                                                             |
| Rosi Campos              | Cacilda                                                                                                 |
| Walderez de Barros       | Cyla Yaman                                                                                              |
| Isaac Bardavid           | Tartan Yaman                                                                                            |
| Narjara Turetta          | Buque                                                                                                   |
| Anderson Müller          | Murat                                                                                                   |
| Flávia Guedes            | Salete                                                                                                  |
| Clarice Derzié Luz       | Fatma                                                                                                   |
| Antônia Frering          | Deborah Maria Magalhães                                                                                 |
| Antônio Carlos Bernardes | Sidney Feliciano da Silva                                                                               |
| Francisco Carvalho       | Galdino Pereira                                                                                         |

## As Crianças
| Ator/Atriz         | Personagem                            |
| ------------------ | ------------------------------------- |
| Luiz Felipe Mello  | Roberto do Nascimento Júnior (Júnior) |
| Kíria Malheiros    | Raíssa Alcântara Vieira               |
| Mila Freitas       | Carolina Flores Galvão (Carol)        |
| Frederico Volkmann | Ekran Khalid                          |
| Yago Machado       | Hassan Khalid                         |

## Participações especiais
| Intérprete             | Personagem                           |
| ---------------------- | ------------------------------------ |
| Cristiana Oliveira     | Yolanda Pereira                      |
| André Gonçalves        | Miroel (Miro)                        |
| Brendha Haddad         | Neuma Batista Miranda                |
| Maria Clara Spinelli   | Anita                                |
| Rita Elmôr             | Riva Silver                          |
| Junno Andrade          | Santiago Moura                       |
| Eva Todor              | Dália                                |
| Murilo Grossi          | Almir                                |
| Jayme Periard          | Garcez                               |
| Sacha Bali             | Roberto do Nascimento (Beto)         |
| Jonas Mello            | Ismael Silveira Garcia (Silveirinha) |
| Jone Brabo             | Galego                               |
| José Luiz Ribeiro      | Padre do primeiro capítulo           |
| Jonathan Azevedo       | Neco                                 |
| Lucci Ferreira         | Joanna                               |
| Douglas Sampaio        | Gilson                               |
| Jacqueline Dalabona    | Professora de etiqueta               |
| Carlo Mossy            | Paolo                                |
| Babu Santana           | Queixada                             |
| Arlete Heringer        | Gerusa                               |
| Juliane Almeida        | Kelly                                |
| Ed Oliveira            | Capanga de Livia                     |
| Adriana Souza          | Adriana Empadinha                    |
| José D'Artagnan Júnior | Aziz                                 |
| Leonardo Machado       | Silvino                              |
| João Signorelli        | Arnold                               |
| Patrícia Araújo        | Priscila                             |
| Kizi Vaz               | Luana                                |
| Ana Paula Lima         | Laura                                |
| Lincoln Tornado        | Soldado Rodrigues (Guerreiro)        |
| Marcos Baô             | Dudi                                 |
| Fábio Keldani          | Homem que briga com Pepeu            |
| Cláudio Caparica       | Funcionário do cartorio              |
| Diego Cristo           | Ex-marido de Bianca                  |
| Marcelo Gonçalves      | Capanga de Santiago                  |
| Thais Botelho          | Natasha                              |
| Alessandro Moussa      | Policial                             |
| Alex Nader             | Homem                                |
| Abelardo Lustosa       | Advogado de Antonia                  |
| Chico Anibal           | Cliente                              |
| Billy Blanco Jr.       | Cliente que arremata Morena          |
| Daniel Falheiros       | Segurança                            |
| Eliane Barracho        | Mulher parecida com Wanda            |
| Fabiano Fonseca        | Agente federal                       |
| Felipe Cabral          | Rapaz gay                            |
| Gabriel Sanches        | Rapaz gay                            |
| Henrique Britto        | Guarda                               |
| Henrique Taxman        | Capanga de Mustafá                   |
| Lucio Fernandes        | Agente federal                       |
| Luis Bacelli           | Leiloeiro                            |
| Tatiana Zigue          | Amiga de Bianca                      |
| Winderberg Mello       | Segurança                            |
| Valdeci de Sousa       | Dançarino                            |
| Mario Beckman          | Dançarino                            |

## Personagens Notórios
Delegada Heloísa Correia Sampaio (Helô)
Heloísa Sampaio (Giovanna Antonelli) é uma delegada muito competente, bonita, charmosa, que vive as turras com seu ex-marido Stenio (Alexandre Nero) por quem nutre uma paixão ainda muito forte. Eles vivem brigando por causa da guarda da filha deles Drika (Mariana Rios), uma garota mimada, imatura e Helô culpa Stenio por Drika ter a personalidade que tem, mas se depender de Creusa, Helô e Stenio voltam á formar um casal. Mas como toda pessoa, ela tem um problema a compulsão do consumismo.
Com muitos problemas em casa, Helô ainda tem tempo para tocar a delegacia na qual investiga com a ajuda de Jô (Thammy Miranda) e Barros (Marcello Airoldi), os crimes de tráfico de pessoas, onde Aisha (Dani Moreno) filha de Berna (Zezé Polessa) e Mustafá (Antônio Calloni) foi traficada ainda bebê por Wanda/Adalgisa (Totia Meireles) que trocou Aisha por um bebê morto fazendo com que Delzuíte (Solange Badim) acreditasse que ele estava morto. Outro caso também que ela investiga é o de Jéssica (Carolina Dieckmann) e Morena (Nanda Costa) que foram traficadas por Wanda.
Na análise da crítica Giovanna Antonelli está sendo bem avaliada. Alguns críticos dizem que é um dos melhores papéis, outros dizem que ela segura a novela nas costas junto com seu companheiro de todas as brigas Stenio (Alexandre Nero). Com tanta química ela e Alexandre Nero roubaram a cena desbancando os protagonistas Morena (Nanda Costa) e Théo (Rodrigo Lombardi) e ganhando o título de melhor casal da novela. A investigação de Helô segurou o público dando um clima investigativo e inusitadamente um gênero policial e ao mesmo tempo cômico para a novela.
Jéssica Lima da Costa
Jéssica Lima da Costa (Carolina Dieckmann) é a principal aliada de Morena (Nanda Costa) no alojamento onde ambas eram mantidas como escravas sexuais pela quadrilha gerenciada por Lívia (Cláudia Raia). Ela foi enganada por Wanda (Totia Meireles) que lhe prometeu um emprego no exterior como balconista, mas acabou sendo aliciada para a prostituição. Tendo por diversas vezes fugido do alojamento e por inúmeras vezes sendo recapturada por Russo (Adriano Garib) Jéssica era portanto das jovens a mais revoltada com a situação que ela e as outras garotas foram submetidas contra a vontade, e também a mais corajosa delas, enfrentando de frente a quadrilha do tráfico de pessoas. Também foi das garotas a que mais sofreu, pois além de tudo foi abusada sexualmente por Russo. Quando Morena é escravizada pelo grupo, ela e Jéssica se unem para acabar com a quadrilha, tendo vivido diversas situações juntas, como terem sido obrigadas por Russo a levar drogas para outros países, arquitetar planos mais elaborados de fuga do alojamento e investigar quem era a chefe da quadrilha do tráfico de pessoas. Aliás, foi através dessa investigação que Jéssica descobriu que Lívia era a chefe da quadrilha e desmascarou a vilã, mas antes que pudesse denunciá-la as autoridades e em especial a delegada Helô (Giovanna Antonelli), Lívia a matou com uma injeção letal no toalete de uma festa, encerrando de forma trágica a história de Jéssica na trama.
Ao lado de Giovanna Antonelli que interpretou a delegada Helô, a personagem Jéssica de Carolina Dieckmann foi a que mais teve momentos grandiosos na história, e foi quase elevada a categoria de protagonista de Salve Jorge. Jéssica era uma personagem que foi escrita apenas para os 30 primeiros capítulos da trama, mas devido ao sucesso da personagem e a excelente atuação de Carolina Dieckmann a autora Glória Perez resolve deixá-la na trama por mais tempo.
Rosângela Oliveira
Rosângela (interpretada por Paloma Bernardi)  foi uma linda e ambiciosa garota que tinha o sonho de se tornar modelo. Ela estava em uma seleção de modelos de Lívia (Cláudia Raia) e Wanda (Totia Meireles) quando ambas ficaram impressionadas com a beleza da jovem. Mas o que Rosângela não sabia era que Wanda era uma traficante de pessoas que trabalha para Lívia, a chefe. Rosângela é enganada pela quadrinha e deixada no alojamento onde muitas traficadas são obrigadas a se prostituírem. Ela se envolve no decorrer da história com Russo (Adriano Garib) para obter vantagens, e com Irina (Vera Fischer) para auxiliá-la no fechamento do caixa. Mais tarde, se une a Wanda e Lívia e acaba fazendo parte da quadrilha de tráfico de pessoas aliciando mulheres e travestis para fins de exploração sexual no exterior. No fim ela se arrepende de ajudar a quadrilha e denuncia todos com Morena (Nanda Costa).

Outros personagens que tiveram grande destaque na trama
O advogado ex-marido atrapalhado da delegada Helô - Stênio (Alexandre Nero), sua empregada divertida que sempre tenta unir o casal novamente - Creusa (Luci Pereira), a grande vilã e chefa da quadrilha de tráfico humano - Lívia Marine (Claudia Raia), a mãe batalhadora da mocinha guerreira, Morena (Nanda Costa), outro enorme destaque - Lucimar (Dira Paes); também destacaram-se: Wanda (Totia Meireles), traficante e a segunda vilã da trama, o braço direito de Lívia - o violento Russo (Adriano Garib), Jô (Thammy Miranda) - a detetive infiltrada na boate. Aisha (Dani Moreno) - a jovem que procura sua família biológica pelo mundo, Waleska (Laryssa Dias) - a traficada que ajuda a polícia a prender os bandidos, o invejoso capitão do exército - Élcio (Murilo Rosa) foram outros destaques ao longo da trama.
Os personagens do carismático núcleo do Morro do Alemão também fizeram sucesso e envolveram o público, divertindo a trama com suas confusões e os bordões ditos pelos personagens e descontraindo o tom pesado e tenso das tramas principais, embora alguns não sejam tão memoráveis, os maiores destaques desse núcleo foram Delzuíte (Solange Badim) - a mãe da bebê traficada na maternidade, a dona do bar e fofoqueira - Dona Diva (Neusa Borges), original da novela América, a qual retornou devido ao bom desempenho de Neusa no papel e ao apreço do público em relação à personagem; Lurdinha (Bruna Marquezine) - a filha de Delzuíte que vive correndo atrás dos traficantes do morro, a atrapalhada Nilcéia (Paula Pereira) - irmã de Lucimar; mas os que mais fizeram sucesso entre o público, foi Pescoço (Nando Cunha) - o malandro que trai Delzuíte com a "piriguete" e barraqueira - Maria Vanúbia (Roberta Rodrigues). Seu Clóvis (Walter Breda), Sidney (Antônio Carlos Bernardes), Rayane (Aimée Madureira), Samantha (Karina Ferrari), Seu Galdino (Francisco Carvalho) e Veruska (Danúbia Firmo) também fizeram o público dar boas gargalhadas.
No núcleo da mansão dos Flores Galvão, poderíamos citar o engraçado mordomo Thompson (Odilon Wagner) e a elegante e simpática senhora - Leonor (Nicette Bruno). No núcleo na Capadócia, destaca-se Demir (Tiago Abravanel), o qual render a Tiago o prêmio de melhor revelação do Melhores do Ano de 2012.